# Dominik (ime)
Dominik (latinski: dominus – „gospodar”, „gospodin”) muško je ime latinskog podrijetla (Dominicus). Danas je rašireno u gotovo svim jezicima i kulturama svijeta, uglavnom zahvaljujući europskim osvajačima i misionarima. Ubraja se među najzastupljenija imena u svjetskom stanovništvu.

## Zemljopisna rasprostranjenost
Uglavnom je zastupljeno u Europi i državama s katoličkom većinom ili značajnom manjinom, naročito u bivšim kolonijama Španjolskog, Portugalskog i Francuskog kolonijalnog carstva.
Rašireno je zahvaljujući životu i djelovanju dominikanaca i njihova utemeljitelja Svetog Dominika, uz kojeg je Sveti Dominik Savio najpoznatiji katolički svetac s ovim imenom.

## Značenje
Dominik znači od Boga te se u katoličkoj tradiciji povezuje uz štovanje nedjelje, Dana Gospodnjeg. Iz toga proizlaze inačica Nedjeljko ili latinizirano Domenik(o).

## Inačice
- baskijski: Txomin
- engleski: Dominic, Dominick, skraćeno i Nick ili od milja Nicky i Dom

U Engleskoj se prema zapisima ime daje od 13. stoljeća.
- francuski: Dominique
- hrvatski: uz Dominik, zastupljene su i inačice Dinko i Domenik(o); Nedjeljko, Nediljko, Nedo
- litavski:  Dominykas
- mađarski: Domonkos
- nizozemski: Dominicus (iz lat.)
- portugalski:  Domingos
- slovenski: uz Dominik, zastupljena je i inačica Domen
- španjolski: Domingo
- talijanski: Domenico

Oblik Dominik javlja se u Češkoj, Hrvatskoj, Njemačkoj, Poljskoj, Slovačkoj i Sloveniji, odnosno u srednjoeuropskim državama s utejcajem njemačkog govornog područja, zbog čega se podrijetlo ove inačice smatra germanskim.
U Hrvatskoj postoji i prezime Dominik, podrijetlom iz okolice Čakovca.

## Osobe
Značajne osobe s imenom Dominik ili nekom njegovom inačicom:
- Dominique-Jean Larrey, francuski kirurg, prvi vojni kirurg
- Dominik Mandić, hrvatski povjesničar
- Domenico Scarlatti, talijanski barokni i klasicistički skladatelj
- Dominic Thiem, austrijski tenisač
- Dominique Wilkins, američki košarkaš francuskog podrijetla
- El Greco, pravog imena Doménikos Theotokópoulos, španjolski slikar grčkog podrijetla

## Ostalo
Operacija Dominik (engl. Operation Dominic) bio je niz od 31 nuklearnog ispitivanja koje je tijekom 1962. SAD provodio na Pacifiku. Bio je to najveće nuklerano ispitivanje koje je SAD ikada proveo, a pokrenuo ga je američki predsjednik J. F. Kennedy, nakon što je sovjetski predsjednik Nikita Hruščov najavio ukidanje trogodišnje zabrane (moratorija) o nuklearnim ispitivanjima.
Tzv. Dominikov sustav (engl. Dominics System) naziv je za sustav pamćenja (mnemotehnički sustav) koji je osmislio britanski mnemotehničar Dominic O'Brien, osmerostruki svjetski prvak u igrama pamćenja.